# Spencer Butterfield
Spencer Darren Butterfield (Provo, 11 oktober 1992) is een Amerikaans voormalig basketballer.

## Carrière
Butterfield speelde collegebasketbal voor Yuba College 49ers van 2010 tot 2012 en daarna voor de Utah State Aggies in 2014. Hij tekende daarop bij de Spaanse tweedeklasser Club Melilla waar hij een seizoen speelde. Het seizoen erop trok hij naar het Litouwse KK Juventus waar hij ook een seizoen speelde. In de zomer nam hij deel aan de NBA Summer League voor de Utah Jazz maar kon geen contract tekenen. Hij tekende daarom een contract bij de Franse eersteklasser Nanterre 92 waarmee hij de FIBA Europe Cup won en de Franse beker. 
In de zomer van 2017 kwam hij opnieuw uit voor de Utah Jazz in de NBA Summer League. Het seizoen erop speelde hij voor de Duitse eersteklasser Alba Berlin en daarna een seizoen in Italië bij Pallacanestro Reggiana. In 2019 keerde hij terug naar Nanterre 92 waar hij na een seizoen opnieuw vertrok. In het seizoen 2020/21 speelde hij een seizoen voor CB Canarias. Nadien nam hij een sabbatjaar en tekende het seizoen erna voor de Antwerp Giants. Bij de Giants won hij de Belgische beker en werd verkozen tot MVP van die beker ondanks dat hij geblesseerd uitviel tijdens de finale. Hij stopte nadien als profbasketballer.

## Erelijst
- FIBA Europe Cup: 2017
- Frans bekerwinnaar: 2017
- Belgisch bekerwinnaar: 2023
- Belgische basketbalbeker MVP: 2023